# Kunio-kun
Kunio-kun (jap. くにおくん) – seria gier komputerowych stworzona przez Technōs Japan Corporation, a następnie kontynuowana przez Million Corp po tym, jak firma Technōs Japan Corporation zbankrutowała. Pierwsza gra z tej serii jest to Nekketsu Kōha Kunio-kun (jap. 熱血硬派くにおくん) wydana w 1986 roku w Japonii.
Pierwsze gry z serii zostały wydane na automaty do gier i konsolę Famicom. Imię głównego bohatera, Kunio, pochodzi od imienia prezesa Technōs Japan Corporation – Kunio Taki. Kunio był również maskotką firmy, pojawiał się on w innych produktach Technōs Japan Corporation, a także w reklamach.
Kilka z wczesnych gier Kunio-kun wydano na rynek północnoamerykański i w regionie PAL pod zmienionymi tytułami, są to między innymi: Renegade, River City Ransom, Super Dodge Ball, Crash 'n the Boys: Street Challenge i Nintendo World Cup. Technōs Japan Corporation wydała ponad dwadzieścia tytułów Kunio-kun na konsole Famicom, Game Boy, i Super Famicom w Japonii, oprócz tego inne firmy po wykupieniu licencji wydawały gry na inne platformy.

## Historia serii

### Era Technōs Japan Corporation
Po wydaniu przez Technōs Japan Corporation gry Nekketsu Kōha Kunio-kun w 1986 roku na automaty gracze bardzo entuzjastycznie ją przyjęli, w związku z tym twórcy postanowili wydać ją na konsolę Famicom, a także pod zmienioną nazwą – Renegade na rynku amerykańskim na konsolę NES. Bohaterowie i charakterystyczny styl gry bardzo przypadł do gustu graczom, zważywszy na to twórcy gry postanowili wydać kolejne części przygód studentów ze szkoły Nekketsu High School.
Kolejnym produktem z serii Kunio-kun była gra z 1987 roku – Nekketsu Kōkō Dodgeball Bu, który również został dobrze przyjęty przez graczy, mimo zmiany gatunku gry z bijatyki na grę sportową. Po sukcesie gry twórcy postąpili podobnie jak w przypadku poprzedniej gry – wydali ją na konsolę Famicom, a także na konsolę Sharp X68000, w roku 1990 powstała też wersja na TurboGrafx-16 pod tytułem Nekketsu Kōkō Dodgeball Bu: PC Bangai Hen.
Po sukcesie Nekketsu Kōkō Dodgeball Bu i Nekketsu Kōha Kunio-kun, Technos Japan Corporation w 1989 roku wydało kolejną grę z serii – Downtown Nekketsu Monogatari na konsolę Famicom. Autorzy gry postanowili powrócić do korzeni serii, gra była bijatyką tak jak Nekketsu Kōha Kunio-kun, autorzy dodali do gry dużo elementów RPG, zmienili także oprawę graficzną na bardziej kolorową i humorystyczną – od tej pory większość gier z serii było tworzonych na podstawie stylu z tej gry co stało się elementem charakterystycznym Kunio-kun. Gra szybko stała się hitem, w związku z tym wydano też wersję na rynek północnoamerykański pod tytułem River City Ransom gdzie poddano ją nieznacznym zabiegom fabularnym(zmieniono imiona bohaterów, miejsc itp.), wydano także wersję na kilka innych konsol między innymi Sharp X68000 i TurboGrafx-16. Downtown Nekketsu Monogatari jest uznawane za jedną z najlepszych gier z serii, a także jedną z najlepszych gier na konsolę Famicom\NES.
Kilka kolejnych gier z serii z lat 1990-1993 kontynuowało wątek sportowy, powstały gry w których bohaterowie mierzyli się w takich konkurencjach jak: piłka nożna(Nekketsu Kōkō Dodgeball Bu: Soccer Hen, Nekketsu Kōkō Soccer Bu: World Cup Hen i Kunio-kun no Nekketsu Soccer League), hokej na lodzie(Ike Ike! Nekketsu Hockey Bu: Subette Koronde Dairantō), olimpiada(Bikkuri Nekketsu Shinkiroku: Harukanaru Kin Medal) i sztuki walki(Nekketsu Kakutō Densetsu). Pomiędzy premierami tytułów sportowych pojawiały się też mniej popularne gry przypominające Downtown Nekketsu Monotagari takie jak: Downtown Nekketsu Kōshinkyoku: Soreyuke Daiundōkai, Downtown Special: Kunio-kun no Jidaigeki da yo Zen'in Shūgō! i Nekketsu Kōkō Dodgeball Bu: Kyōteki! Dōkyū Senshi no Maki. W 1993 roku powstała ostatnia gra na szczęśliwą dla serii konsolę Famicom była to Nekketsu! Street Basket: Ganbare Dunk Heroes w której bohaterowie brali udział w turnieju koszykarskim.
W 1992 roku powstała pierwsza gra z serii na konsolę Super Famicom – Kunio-kun no Dodgeball da yo Zen'in Shūgō!! był to remake gry Nekketsu Kōkō Dodgeball Bu – nie był tak rewolucyjny jak oryginał przez co nie odniósł tak dużego sukcesu.
Kilka kolejnych gier na konsolę Super Famicom (Downtown Nekketsu Baseball Monogatari: Yakyū de Shōbu da! Kunio-kun, Shin Nekketsu Kōha: Kunio-tachi no Banka i Kunio no Oden), nie zostały dobrze przyjęte przez graczy, popularność serii Kunio-kun spadła, między innymi przez to firma Technōs Japan Corporation zbankrutowała w 1996, ostatnią grą z serii Kunio-kun stworzoną przez firmę było Kunio no Nekketsu Dodgeball Densetsu na Neo Geo, która również nie odniosła sukcesu co przypieczętowało los firmy.

### Era Million Co.
Po bankructwie Technōs Japan Corporation w 2001 roku firma o nazwie Million Co. nabyła prawa do wykorzystywania jej własności, w 2004 roku powstała pierwsza gra tej firmy z serii Kunio-kun Downtown Nekketsu Monogatari EX na Game Boy Advance, był to remake gry Downtown Nekketsu Monogatari. Gracze po kilkuletniej przerwie bez gry Kunio-kun docenili odnowioną odsłonę klasycznego hitu, spowodowało to że w 2005 i 2006 roku wydano trzy składanki gier (Kunio-kun Nekketsu Collection 1,2 i 3) z serii Kunio-kun z odnowioną oprawą graficzną na Game Boy Advance.
Od 2008 roku po wydaniu pierwszej gry z serii na Nintendo DS (Super Dodgeball Brawlers) popularność serii znowu zaczęła wzrastać – zaczęło powstawać wiele fanowskich gier, tłumaczeń, remaków itp., powstało też wiele stron internetowych poświęconych serii Kunio-kun. Gracze znowu byli zadowoleni z wyprodukowanych gier przez co seria doczekała się powstania gry online – Nekketsu Kōkō! Kunio-kun Online, a także wydania w usługach takich jak Virtual Console. Powstały też gry z serii na konsole najnowszej generacji: Xbox360 i Nintendo 3DS. Obecnie najnowszą grą z serii jest River City Girls 2 z 2022.

## Lista gier
| Tytuł Gry                                                           | Światowa premiera                     | Platformy                                                |
| ------------------------------------------------------------------- | ------------------------------------- | -------------------------------------------------------- |
| Nekketsu Kōha Kunio-kun                                             | maj 1986                              | Arcade, Famicom, Playstation 2                           |
| Nekketsu Kōkō Dodgeball Bu                                          | listopad 1987                         | Arcade, Famicom, Sharp X68000, Playstation 2, Windows PC |
| Downtown Nekketsu Monogatari                                        | 25 kwietnia 1989                      | Famicom\NES, Sharp X68000, TurboGrafx-16                 |
| Nekketsu Kōkō Dodgeball Bu: PC Bangai Hen                           | 30 marca 1990                         | TurboGrafx-16                                            |
| Nekketsu Kōkō Dodgeball Bu: Soccer Hen                              | 18 maja 1990                          | Famicom\NES, TurboGrafx-16                               |
| Downtown Nekketsu Kōshinkyoku: Soreyuke Daiundōkai                  | 12 października 1990                  | Famicom, TurboGrafx-16                                   |
| Nekketsu Kōha Kunio-kun: Bangai Rantō Hen                           | 7 grudnia 1990                        | Game Boy                                                 |
| Nekketsu Kōkō Soccer Bu: World Cup Hen                              | 26 kwietnia 1991                      | Game Boy                                                 |
| Downtown Special: Kunio-kun no Jidaigeki da yo Zen'in Shūgō!        | 26 lipca 1991                         | Famicom, Game Boy                                        |
| Nekketsu Kōkō Dodgeball Bu: Kyōteki! Dōkyū Senshi no Maki           | 8 listopada 1991                      | Game Boy                                                 |
| Nekketsu Kōkō Dodgeball Bu: CD Soccer Hen                           | 20 grudnia 1991                       | TurboGrafx-16                                            |
| Ike Ike! Nekketsu Hockey Bu: Subette Koronde Dairantō               | 7 lutego 1992                         | Famicom                                                  |
| Nekketsu Kōkō Dodgeball Bu: PC Soccer Hen                           | 13 kwietnia 1992                      | TurboGrafx-16                                            |
| Bikkuri Nekketsu Shinkiroku: Harukanaru Kin Medal                   | 26 czerwca 1992                       | Famicom                                                  |
| Downtown Nekketsu Kōshinkyoku: Dokodemo Daiundōkai                  | 24 lipca 1992                         | Game Boy                                                 |
| Shodai Nekketsu Kōha Kunio-kun                                      | 7 sierpnia 1992                       | Super Famicom                                            |
| Nekketsu Kōkō Dodgeball Bu: MD Soccer Hen                           | 7 sierpnia 1992                       | Mega Drive                                               |
| Nekketsu Kakutō Densetsu                                            | 23 grudnia 1992                       | Famicom                                                  |
| Kunio-kun no Nekketsu Soccer League                                 | 23 kwietnia 1993                      | Famicom                                                  |
| Bikkuri Nekketsu Shinkiroku: Dokodemo Kin Medal                     | 16 lipca 1993                         | Game Boy                                                 |
| Kunio-kun no Dodgeball da yo Zen'in Shūgō!!                         | 6 sierpnia 1993                       | Super Famicom                                            |
| Nekketsu! Street Basket: Ganbare Dunk Heroes                        | 17 grudnia 1993                       | Famicom                                                  |
| Downtown Nekketsu Baseball Monogatari: Yakyū de Shōbu da! Kunio-kun | 17 grudnia 1993                       | Super Famicom                                            |
| Shin Nekketsu Kōha: Kunio-tachi no Banka                            | 29 kwietnia 1994                      | Super Famicom                                            |
| Kunio no Oden                                                       | 27 maja 1994                          | Super Famicom                                            |
| Nekketsu! Beach Volley da yo: Kunio-kun                             | 29 lipca 1994                         | Game Boy                                                 |
| Kunio no Nekketsu Dodgeball Densetsu                                | 1996                                  | Neo Geo                                                  |
| Downtown Nekketsu Monogatari EX                                     | 5 marca 2004                          | Game Boy Advance                                         |
| Kunio-kun Nekketsu Collection 1                                     | 25 sierpnia 2005                      | Game Boy Advance                                         |
| Kunio-kun Nekketsu Collection 2                                     | 27 października 2005                  | Game Boy Advance                                         |
| Kunio-kun Nekketsu Collection 3                                     | 16 lutego 2006                        | Game Boy Advance                                         |
| Super Dodgeball Brawlers                                            | 19 marca 2008                         | Nintendo DS                                              |
| Nekketsu Dodgeball Bu i                                             | 25 marca 2008                         | i-mode                                                   |
| Nekketsu Kōkō! Kunio-kun Online                                     | 2008(beta testy) 22 października 2010 | Windows PC                                               |
| River City Dodge Ball All Stars!!                                   | 2007                                  | Windows PC                                               |
| Downtown Smash Dodgeball                                            | 15 sierpnia 2009                      | Xbox 360                                                 |
| River City Super Sports Challenge                                   | 4 lutego 2010                         | Nintendo DS                                              |
| River City Soccer Hooligans                                         | 27 maja 2010                          | Nintendo DS                                              |
| Downtown Nekketsu Dodgeball                                         | 12 lipca 2011                         | WiiWare                                                  |
| Nekketsu Kōha Kunio-Kun Special                                     | 15 grudnia 2011                       | Nintendo 3DS                                             |
| Fear Hen Nekketsu Banch                                             | 11 kwietnia 2012                      | iOS, Android                                             |
| Riki Densetsu                                                       | 12 grudnia 2012                       | Nintendo 3DS                                             |
| Nekketsu Kouha Kunio-Kun SP: Rantou Kyousoukyoku                    | 8 sierpnia 2013                       | Nintendo 3DS                                             |
| Nekketsu Mahou Monogatari                                           | 30 kwietnia 2014                      | Nintendo 3DS                                             |
| Downtown Nekketsu Jidaigeki                                         | 28 maja 2015                          | Nintendo 3DS                                             |
| River City Super Sports Challenge ~All Stars Special~               | 28 października 2015                  | Playstation 3, Windows                                   |

## Postaci
Poniżej znajduje się lista postaci pojawiających się w większości gier z serii Kunio-kun. Postacie uporządkowane są według gier, w porządku chronologicznym.

### Główne Postaci
- Kunio (jap. くにお) – główny bohater serii. Kunio służy jako strażnik w Nekketsu High School jest kapitanem swojej szkolnej drużynie w dwa ognie, a także w innych dyscyplinach (takich jak piłka nożna i hokej). Kunio po raz pierwszy pojawia się w oryginalnym Kunio-kun, gdzie jest opisany jako uczeń drugiego roku w Nekketsu High School. Jego nazwisko nigdy nie zostanie ujawnione. W niektórych grach (np. Nekketsu Hockey Bu i baseball monogatari), jest on jedynym studentem Nekketsu który nosi cały biały uniform, natomiast w innych grach wszyscy w Nekketsu noszą biały. W innych wersjach, jest on znany jako bezimienny mściciel w Renegade, Sam w Super Dodge Ball, Alex w River City Ransom. Kunio był główną maskotką firmy Technōs Japan Corporation.
- Riki Samejima (jap. 鮫島 力 Samejima Riki) – odwieczny rywal Kunio, Riki jest strażnikiem w Hanazono High School, drugim najczęściej występującą postacią w serii. Nosi niebieski uniform podobnie jak inni uczniowie Hanazano High School. W pierwotnym Kunio-kun, Riki pojawia się jako pierwszy boss, jest kapitanem zespołu "Hanazono Dodgeball". Nekketsu Monogatari była pierwszą grą, w której Riki współpracuje z Kunio. Od tego czasu, jego związki z Kunio ewoluowały od wrogości do bliskiej przyjaźni. W innych wersjach, jest on znany jako Jack w Renegade i Super Dodge Ball, Ryan w River City Ransom.

### Nekketsu Kōha Kunio-kun
- Hiroshi (jap. ひろし) – jest najlepszym przyjacielem Kunio w oryginalnym Kunio-kun. W wersji arcade zostaje pobity przez członków innego gangu, natomiast w wersji na Famicom zostaje porwany przez Sabu. Oprócz oryginalnego Nekketsu Koha Kunio-kun, pojawia się on jako członek Klubu w dwa ognie w Dodgeball Bu, jak również w Soccer Hen i Hockey Bu.
- Shinji – przywódca gangu Bosozoku znany jako „Yokohama Funky” w oryginalnym Kunio-kun jest drugim bossem. Pojawia się on również jako grywalna postać w Super Dodge Ball na Neo Geo. Jego odpowiednik w Renegade nazywa się Joel.
- Misuzu – gigantyczna kobieta z Taiyo Academy. Po raz pierwszy pojawia się na etapie 3 w oryginalnym Kunio-kun. Pojawia się jako grywalna postać w Super Dodge Ball na Neo Geo. Jej odpowiednikiem w Renegade jest Kim.
- Sabu – przywódca gangu Yakuza znany jako „Sanwakai”. Jest finałowym bossem w oryginalnym Kunio-kun. Jest również grywalną postacią w Super Dodge Ball na Neo Geo. Sabu jest jedyną postacią, która nie została zamieniona w Renegade.

### Nekketsu Kōkō Dodge Ball Bu
- Shinichi (jap. しにき)
- Kōji – W Kunio-kun Special Koji jest kapitanem drużyny piłkarskiej Nekketsu, ale później oddaje swoją pozycję na rzecz Kunio. Pojawia się też w Shodai Nekketu Kōha Kunio-kun.
- Riki – Kapitan drużyny Liceum Hanazono. Liceum Hanazono jest rywalem Gimnazjum Nekketsu w meczu

o prawo reprezentowania Japonii na Mistrzostwach świata.
- James – Kapitan drużyny Anglii
- Rajiv – Kapitan drużyny Indii
- Heilman – Kapitan drużyny Islandii
- Wang – Kapitan drużyny Chin
- Morodofu – Kapitan drużyny ZSRR
- Yemi – Kapitan drużyny Kenii
- William – Kapitan drużyny USA

### Downtown Nekketsu Monogatari
- Mami Shimada (jap. 島田 真美 Shimada Mami) – Mami jest studentką drugiego roku w Hanazono High School. W River City Ransom jest dziewczyną Rikiego, który zostaje porwany przez Yamade, kiedy on i jego gang przejął River City. Jest również cheerleaderką zespołu Hanazono.
- Kazumi Hasebe (jap. 長谷部 和美 Hasebe Kazumi) – jest studentką trzeciego roku w Reihō Academy. Jest dziewczyną Yamady w River City Ransom. Jest także wiceprzewodniczącą Reihō Academy. W Downtown Nekketsu Baseball Monogatari, jest komentatorem sportowym. W jednej z gier zdradza, że Yamada i Kunio chodzili do jednej szkoły przed przejściem Kunio do Nekketsu High School.
- Kaoru Sonokawa (jap. 園川 薫 Sonokawa Kaoru) – student drugiego roku w Senridai High School. Aby nie splamić honoru swojego i szkoły atakuję Hanazono High School, ale pokonuje go Riki. W innych grach Kunio-kun jest pomocnikiem Kunio.
- Tsuneo Kamijō (jap. 上條 恒男 Kamijō Tsuneo) i Noriyuki Yamamoto (jap. 山本 憲之 Yamamoto Noriyuki) – współprzewodniczący Kagemura Academy.
- Yasuo Sawaguchi (jap. 沢口 靖夫 Sawaguchi Yasuo) – samozwańczy numer 2 w Hakutaka Industry High School jest pierwszym bossem w Downtown Nekketsu Monotagari.
- Naritaka Nishimura (jap. 西村 成孝 Nishimura Naritaka) – numer 1 w Hakutaka Industry High School. Pomimo swojej nadwagi i dużej wady wzroku jest doskonałym wojownikiem.
- Masao Kobayashi (jap. 小林 政男 Kobayashi Masao) – lider „Four Devas” – grupy najgroźniejszych wojowników z Reihō Academy.
- Shun Mochizuki (jap. 望月 駿 Mochizuki Shun) – jeden z członków „Four Devas”, znany z dużej szybkości podczas walki.
- Kiyofumi Taira (jap. 平 清文 Taira Kiyofumi) – jeden z członków „Four Devas”.
- Tadashi Kinoshita (jap. 木下 忠 Kinoshita Tadashi) – jeden z członków „Four Devas”, kontroluje też Hakutaka Industries High School.
- Tsuyoshi Gōda (jap. 豪田 剛 Gōda Tsuyoshi) – student Horyō High School, strzeże bramy do Reihō Academy. Mimo że jest twardym wojownikiem ma dobre serce i poczucie sprawiedliwości.
- Takashi Onizuka (jap. 鬼塚 崇 Onizuka Takashi) – strażnik w Gymnasium of Reihō Academy, jest byłym przewodniczącym Reihō Academy.
- Susumu Godai (jap. 五代 奨 Godai Susumu) – szef Tanihana High School, strzeże szkolnych korytarzy. W innych grach Kunio-kun jest przyjacielem zarówno Kunio jak i Rikiego.
- Ryūichi Hattori (jap. 服部 竜一 Hattori Ryūichi) i Ryūji Hattori (jap. 服部 竜二 Hattori Ryūji) – są to najsilniejsi wojownicy w Reihō Akademii i są najbardziej zaciekłymi przeciwnikami Kunio i Rikiego. Bliźniacy pojawiają się w innych grach Kunio-kun w roli bossów, lub kapitanów drużyn z Reihō Academy.
- Taiki Yamada (jap. 山田 大樹 Yamada Taiki) – Końcowy boss Downtown Nekketsu Monotagari. Poprzedni przewodniczący Reihō Academy. Porywa Mami aby zwabić Kunio i go pokonać. W innych grach, Yamada odgrywa rolę komicznego pomocnika Tōdō. Yamada, wraz z Kunio i Hasebe, uczęszczali do jednej szkoły przed tym jak Kunio przeszedł do Nekketsu High School.

### Nekketsu Kōkō Dodge Ball Bu: Soccer Hen
- Misako (jap. みさこ) – student Nekketsu High School, jest menadżerem szkolnego klubu w piłce nożnej w Nekketsu Koko Dodgeball Bu: Hen Soccer.
- Takashi (jap. たかし) – bramkarz w piłce nożnej szkolnej drużyny Nekketsu High School. Pomagał Misako prowadzić klub.
- Masa (jap. まさ) – członek klubu piłki nożnej z Nekketsu High School.
- Gen'ei (jap. げんえい) – członek klubu piłki nożnej z Nekketsu High School, dołączył do klubu po wygraniu przez nią półfinału.
- Takayuki Yoritsune (jap. よりつね たかゆき) – kapitan drużyny piłkarskiej z Hattori Academy. On i inni kapitanowie drużyn z gry, grają w drużynie Japonii z Kunio w Nekketsu Soccer League. Jego przystojny wygląd i doskonałe umiejętności uczyniły go popularnym wśród studentek.

### Downtown Nekketsu Kōshinkyoku
- Mamoru Tōdō (jap. 藤堂 護 Tōdō Mamoru) – obecny przewodniczący Reihō Academy. Jest niezwykle bogaty, i bardzo nienawidzi Kunio, którego próbuje upokorzyć w Downtown Nekketsu Kōshinkyoku i Bikkuri Nekketsu Shin Kiroku. Jest przełożonym Yamady po tym jak ten zrzekł się przewodnictwa w Reihō Academy na jego rzecz.
- Sanjūrō Sugata (jap. 姿 三十朗 Sugata Sanjūrō) – student drugiego roku w Nekketsu High School, jest przyjacielem Kunio. Pojawia się też w Downtown Nekketsu Baseball Monogatari jako kapitan drużyny Nekketsu.
- Haruka Nanase (jap. 七瀬 遥 Nanase Haruka) – student drugiego roku w Nekketsu High School, jest kolegą Sugaty. W Downtown Nekketsu Baseball Monogatari pełni rolę zastępcy kapitana drużyny Nekketsu.
- Noboru Takamine (jap. 鷹峰　昇 Takamine Noboru) – student pierwszego roku z Nekketsu High School, jest członkiem szkolnego klubu Judo.
- Ken'ichi Morimoto (jap. 森本　健一 Morimoto Ken'ichi) – student pierwszego roku z Nekketsu High School, jest członkiem szkolnego kółka teatralnego.
- Hayato Ichijō (jap. 一条　勇人 Ichijō Hayato)
- Satomi Momozono (jap. 桃園 里美 Momozono Satomi) – studentka drugiego roku z Nekketsu High School. Jest cheerleaderką, i przyjaciółką Sugaty, podkochuje się w Kunio. Jest grywalną postacią w Nekketsu! Beach Volley da yo: Kunio-kun.
- Hikaru Saotome (jap. 五月女 光 Saotome Hikaru) – student drugiego roku z Hanazano High School, jest odwiecznym rywalem Sugaty.
- Tōru Maeda (jap. 前田 亨 Maeda Tōru) – student trzeciego roku z Hanazano High School, jest dawnym rywalem Rikiego.
- Mitsuaki Yoshino (jap. 吉野 光明 Yoshino Mitsuaki)
- Shūji Washio (jap. 鷲尾 修二 Washio Shūji)
- Kōichi Shimizu (jap. 清水 浩一 Shimizu Kōichi)
- Ryōma Hayasaka (jap. 早坂 良麻 Hayasaka Ryōma) – student Reihō Academy, jego najlepszym przyjacielem jest Shun Mochizuki.
- Kyosuke Otonashi (jap. 音無 京助 Otonashi Kyosuke)
- Shizuka Aihara (jap. 藍原 静 Aihara Shizuka) – studentka drugiego roku z Reihō Academy, jest cheerleaderką, ma starszą siostrę Magumi, która jest nauczycielką w Nekketsu High School.
- Jūzō Kumada (jap. 熊田 重蔵 Kumada Jūzō) – student trzeciego roku z Torashima Industries IV High School, jest członkiem szkolnego klubu Judo.
- Takeshi Hayami (jap. 速水 武士 Hayami Takeshi) – student drugiego roku z Hayabusa High School.
- Yūko Kirishima (jap. 霧島 裕子 Kirishima Yūko) – studentka drugiego roku z Horyo High School, jest cheerleaderką.

### Shodai Nekketsu Kōha Kunio-kun
- Yoshihiro – student z Osaki po wymianie studenckiej studiuje w Nekketsu High School. Zaprasza Kunio i innych do Osaki w ramach wycieczki szkolnej w czasie drugiego roku.
- Miho Yanagisawa – studentka drugiego roku z Sakurakyō High School. Przyjaciółka Hiroshiego, ostrzega Kunio o planie przejęcia przez gang władzy nad Japonią.

### Ike Ike! Nekketsu Hockey Bu
- Yōichi – kapitan szkolnej drużyny Nekketsu w hokeju na lodzie. Przyjmuje Kunio do drużyny, aby ten pomógł mu zdobyć mistrzostwo. Pojawia się też w intro w grze Nekketsu Kakutō Densetsu.
- Kaori – reporterka szkolnej gazety Nekketsu. Składa sprawozdania z meczów, jest potajemnie zakochana w Yōichim.
- Tooru – kapitan szkolnej drużyny Nekketsu w Kendo.
- Yōko – kapitan drużyny Yurikaoka Hockey Club. Jest dobrym przyjacielem Kunio.
- Tobiyama (jap. とびやま) – kapitan drużyny Daisetsuzan High School Hockey Club, on i jego zespół walczy w finale z drużyną Nekketsu w trybie fabularnym. Jego niezwykłe umiejętności pozwoliły mu grać jako profesjonalny gracz w kanadyjskim zespole. Pojawia się później w  Super Sports Challenge i Kunio-Kun Special.

### Bikkuri Nekketsu Shin Kiroku
- Johnny – student z Oklahoma High School, pojawia się w Nekketsu Dunk Heroes jako jedna z grywalnych postaci.
- Raphael – student z Oklahoma High School.
- Jimmy – student z Oklahoma High School, ma taki sam wygląd i umiejętności jak bliźniacy Hattori, różni się od nich kolorem skóry. Możliwe, że Jimmy to jeden z bohaterów serii Double Dragon.
- Kōnosuke Todō – ojciec Mamoru Todō i prezes Todō Group. Po tym jak jego syn przegrywa turniej z Kunio postanawia urządzić olimpiadę, w której gracz bierze udział w Bikkuri Nekketsu Shin Kiroku.

### Nekketsu Kakutō Densetsu
- Himeyama (jap. ひめやま)
- Midō (jap. みどう)
- Shibata (jap. しばた)
- Ebihara (jap. えびはら)
- Raidō (jap. らいどう)
- Fujikura (jap. ふじくら)
- Ishiduki (jap. いしづき)
- Mashiba (jap. ましば)
- Aoi (jap. あおい)
- Suga (jap. すが)
- Yamaishi (jap. やまいし)
- Jinnai (jap. じんあい)
- Anzawa (jap. あんざわ)
- Ookumi (jap. おおくみ)
- Toraichi (jap. とらいじ) i Toraji (jap. とらじ) – są przeciwnikami w finale turnieju w Nekketsu Kakutō Densetsu. Znani są także „Tygrysy” lub „Bracia Tygrysy”, ponieważ są bliźnięta i noszą podczas walki maski tygrysa. Później pojawiają się w Kunio-kun Special. Pojawili się też epizosycznie w Kunio no Oden.

### Downtown Nekketsu Baseball Monogatari
- Tatsumi Tachibana (jap. 立花 辰巳 Tachibana Tatsumi) – kapitan zespołu Bassebolowago z Nekketsu High School. kontuzja ramienia uniemożliwia mu prowadzenie zespołu w szkolnym turnieju. Jego miejsce zajmuje Sugata.
- Rika Asano (jap. 浅野 里佳 Asano Rika) – jest managerem szkolnego zespołu Nekketsu w baseballu. Jest zakochana w Tatsumim, wiadomość o jego kontuzji powoduje, że bardzo się załamuje i rezygnuje z funkcji managera klubu.
- Kuniko Ashino (jap. 芦野 久仁子 Ashino Kuniko) – zajmuje miejsce managera zespołu baseballa Nekketsu po tym jak Rika rezygnuje z tej funkcji. Jest największą fnką Kunio, oraz rywalką Hasebe.
- Kōjirō Murasaki (jap. 紫 小次朗 Murasaki Kōjirō) – student trzeciego roku w Horyo Academy. Ma fioletowe włosy ma przydomek "The Beautiful Swordsman", podkochuje się w nim Saori
- Raiji Tsuge (jap. 柘植雷二 Tsuge Raiji) – student trzeciego roku z Fukubu Academy, jest przyjacielem Murasakiego, jak również jego rywalem.
- Tsukasa Mochizuki (jap. 望月司 Mochizuki Tsukasa) – student pierwszego roku z Fukubu Academy. Jego młodszy brat to Shun Mochizuki.

### Kunio-tachi no Banka
- Ken – wygląda podobnie jak Kunio. Jest zatrudniony przez Sabu do wrobienia Kunio, który wylądował z Rikim w więzieniu na początku gry.
- Kyōko – Studentka z Hanazano School, jest partnerką Rikiego w czasie walki.

### Downtown Nekketsu Monogatari EX
- Shō Himada (jap. 火間田 翔 Himada Shō) – członkini Torashima Industries IV High School Cheerleading Club.
- Saori Gōda (jap. 豪田 砂織 Gōda Saori) – młodsza siostra Tsuyoshi Gōda
- Shōko (jap. しょうこ)

### Kunio-kun no Chou Nekketsu! Daiundoukai
- Michael Tobioka – założyciel Tobioka Conglomerate, który znaleźć interesujące faceta o imieniu Kunio w Internecie, tak więc wysyłanie listów do niego (i innych) na jego wyzwania. Później pojawia się w Soccer Hooligans obok Sierra i Stanisława.
- Tomorin (jap. ともりん) – gwiazda telewizji Arc TV.
- Sierra (jap. シエラ) – adiutant Michaela Tobioki.
- Stanislav – naukowiec pracujący dla Tobioka Conglomerate.

### Nekketsu Kōha Kunio-Kun Special
- Yuya (jap. ゆや) i Toshio (jap. としお) – uczniowie z klasy 2-E z Nekketsu High School. Po raz pierwszy pojawiają się gdy Hiroshiego na tyłach szkoły na początku gry. Zostają pokonani przez Kunio, i udają się po pomoc do Hanazano High School.
- Madoka – nauczyciel Kunio w Nekketsu High School.
- Kouchyo – dyrektor Nekketsu High School.
- Wataru – numer dwa w Hanazano High School. Yuya i Toshio proszą go o pomoc w pokonaniu Kunio.

### Riki Densetsu
- Sakata – student trzeciego roku z Hanazano High School. Jest pomocnikiem Rikiego.
- Megumi – nauczyciel z Hanazano High School.
- Gonda – nauczyciel z Hanazano High School.
- Mikoto – pomocnik Shinjego. Jedne z członków Blue Emperor Gang.
- Okada – lider gangu „Mushamonzen” (武赦紋漸) składającego się z 50 ludzi.

## Manga
W 1991 roku na podstawie serii Kunio-kun powstała manga pod tytułem Ore wa Otoko Da! Kunio-kun (jap. おれは男だ! くにおくん). Została ona zilustrowana przez Kosaku Anakubo i była wydawana co miesiąc w CoroCoro Comic od 1991 do 1996 roku, manga składała się z 11 zeszytów. Oprócz tego wydano jeszcze kilka mniej popularnych mang na podstawie serii międzi innymi: Kunio Kun 4Koma i Nekketsu Kōha Kunio Kun.